# Asa Mader
Pour les articles homonymes, voir Mader.
Asa Mader est un cinéaste américain vivant entre Paris et New York.

## Biographie
Asa Mader étudie le cinéma et les nouvelles technologies à l'université Brown et à l'université de New York. Ses travaux de réalisation ont été diffusés au Texas, à Rhode Island et à New York.

## Filmographie
Son premier court métrage, La Maladie de la mort (2003) avec Anna Mouglalis, basé sur le roman homonyme de Marguerite Duras, a récemment été sélectionné par le festival de Venise, le festival international du film de Locarno, le festival « Premiers Plans » d'Angers, le festival international du film de Kerala, et le festival « Entrevues » de Belfort.

## Prix et récompenses
En 1997, il gagne le Roberta Joslin Award for Excellence in Art avec l'un de ses premiers films Super 8.